# Three Pieces (Waignein)
Three Pieces is een compositie voor harmonieorkest of fanfare van de Belgische componist André Waignein. Het werk werd in opdracht van de B.R.T. 1 - Amusement en kleinkunst geschreven.